# 欽ちゃんの9時テレビ
『欽ちゃんの9時テレビ』（きんちゃんのくじテレビ）は、1980年10月13日から1981年3月23日までフジテレビ系列局で放送されたフジテレビ制作のバラエティ番組で、司会を務めた萩本欽一の冠番組。全23回。放送時間は毎週月曜 21:00 - 21:54 (JST) 。
番組タイトルの「9時テレビ」とは、放送時間の「（午後）9時」と放送媒体の「テレビ」、さらには制作局の「フジテレビ」とも掛けた言葉であり、タイトルロゴの「テレビ」の箇所も当時のフジテレビのロゴと同じものが使われていた。
本番組からフジテレビ系列月曜21時枠はバラエティ番組となり、連続テレビドラマの放送は約6年半中断する。萩本は当時、「どか～ん!!のど自慢」では一定の人気を集めたが、全体的な視聴率が低迷していたため、番組を一旦降板しようと申し出たが、フジテレビの編成担当から「元々うちの月9は開局以来20年不振が続いていたので、数字のことは気にせずに。向こう10年間は欽ちゃんに任せた」ということで、同じ萩本が司会を務めた「欽ドン!」シリーズの復活へと繋げたとされている

## 概要
「いやだ、いやだという人をテレビにひきずり出したい」という萩本欽一が全国に出かけ、各地の素人お笑いタレントからユニークな笑いを引き出すバラエティショーをコンセプトに制作されたテレビ番組。「素人お笑いタレント」とは番組への一般からの出場者に対する本番組独自の造語である。番組は、基本的に毎回場所を変えて収録が行われ、歌唱コンテストながら出場者には歌の途中に複数回鳴らされる爆発の効果音に合わせ「ドカ〜ン」とのセリフ付きでのリアクションを取ることが要求される「ドカ〜ンのど自慢」のコーナー、『月光仮面』の主題歌が1コーラス流れる間に、白系色のターバンやタオルなどを頭にかぶり、顔にはサングラスを着用するなどして月光仮面に扮装した複数の人物が街中のさまざまな場所に現れるミニコーナー「月光仮面」などが放送された。

## 司会
- 萩本欽一

## 収録場所
1. 北海道札幌市
2. 北海道の3ヶ所
3. 宮城県気仙沼市
4. （不明）
5. 福岡県飯塚市
6. 福岡県福岡市
7. 秋田県秋田市
8. 秋田県本荘市
9. 静岡県富士市
10. （不明）
11. 愛媛県松山市
12. （不明）
13. 東京都（その1）
14. 東京都（その2）
15. 広島県
16. 広島県宮島市
17. （外人奮闘記）
18. 長崎県諫早市
19. 岡山県倉敷市
20. 岡山県岡山市
21. 石川県内灘町
22. 石川県小松市
23. （選抜大会）

最終回の「選抜大会」は、それまで放送された中から、特に面白かった素人タレントを7名選んで、フジテレビのスタジオで行うというもの。

## 補足
- 宮城県気仙沼市の回では、かつて『欽ちゃんのドンとやってみよう!』で萩本と共演していた気仙沼ちゃんが出演した。
- 番組最終回翌週の3月29日には、期首特番『81オールスター春の祭典』（『オールスター家族対抗歌合戦』形式で行われた特番）が19:00 - 21:48に放送され、その翌週に次のレギュラー番組『欽ドン!良い子悪い子普通の子』がスタートした。また、『春の祭典』では萩本が司会を務めた。